# Edifici al carrer dels Metges, 23 (Valls)
L'Edifici al carrer dels Metges, 23 és una obra eclèctica de Valls (Alt Camp) protegida com a Bé Cultural d'Interès Local.

## Descripció
Casa entre mitgeres formada per planta baixa, entresòl i tres plantes.
Als baixos hi ha la porta d'accés, els muntants del qual segueixen fins a emmarcar amb un arc rebaixat la porta balconera de l'entresòl, que té molt poca volada i una barana de ferro.
En les tres plantes hi ha balcons, amb barana de ferro amb decoracions a la zona del zòcol. L'amplada d'aquests, disminueixen a mesura que l'alçada augmenta.
La façana està decorada per sanefes verticals de color blau, als muntants de les finestres, i està rematada per un ràfeg motllurat.
En l'edifici veí, el número 25, hi ha adossat a la paret de la façana, un plafó ceràmic que representa a dos sants amb la inscripció:"SANTI COSMAS DOMIANUS", en referència als Sants Cosme i Damià.